# الكتاب الكبير
الكتاب الكبير (مُدمنو الكحول المجهولون) هو كتاب يحكي قصة أكثر من مئة رجل استطاعوا التعافي من إدمان الكحول -سُمي بالكتاب الكبير بسبب سمك الورق المستخدم في الطبعة الأولى- صدر عام  1939، إذ يصف كيفية التعافي بنجاح من إدمان الكحول. كتبه ويليام ج. بيل دبليو. ويلسون ، أحد مؤسسي مدمنو الكحول المجهولون عن مساعدة أول 100 عضو في المجموعة، كانت عملية تأليف الكتاب تعاونية، إذ أُرسلت مسودات الكتاب ذهابًا وإيابًا بين مجموعة بيل دبليو التي كانت في نيويورك والمؤسس الآخر لـ AA الدكتور بوب، في أكرون وأوهايو. يتّبع الكتاب الطريقة القديمة -طريقة الاثنتي عشرة خطوة- الأساسية المستخدمة على نطاق واسع لعلاج العديد من أنواع الإدمان، مثل إدمان الكحول وإدمان الهيروين وإدمان الماريجوانا وكذلك علاج الإفراط في تناول الطعام وإدمان الجنس وإدمان القمار، مع تركيز روحي واجتماعي قوي. يعد من أحد الكتب الأكثر مبيعًا على الإطلاق، إذ بيعَت منه نحو 30 مليون نسخة، ووضعته مجلة تايم على قائمتها لأفضل 100 كتاب في عام 2011 وأكثرها تأثيرًا باللغة الإنجليزية منذ عام 1923، وهو العام الذي نُشرت فيه المجلة لأول مرة. وصنفته مكتبة الكونغرس كواحد من 88 كتابًا ساهم بتشكيل أمريكا في عام 2012.

## تاريخيًا

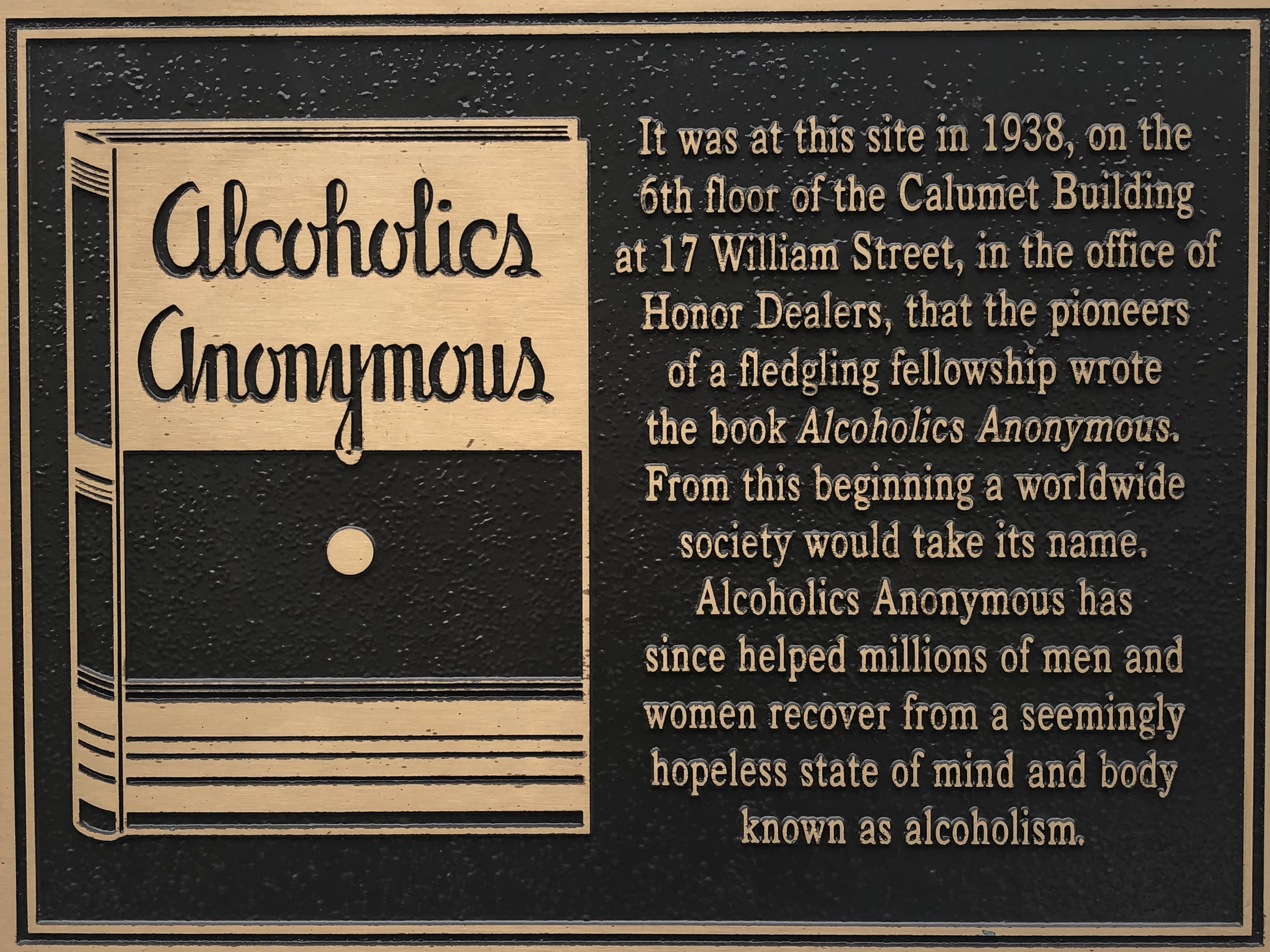
صورة للكتاب (مُدمنو الكحول المجهولون) في طبعته الأولى -لسماكة ورقه سمي بالكتاب الكبير

كان بيل دبليو رجل أعمالٍ ناجحًا في وول ستريت، لكن حياته المهنية كانت في حالة يُرثى لها بسبب إدمانه المزمن على الكحول.
دعاه صديقه إيبي تي ‏ للانضمام إلى مجموعة أكسفورد، وهي حركة روحية تقوم على المبادئ الأربعة وهي الصدق والنقاء وعدم الأنانية والحب. التقى بيل دبليو بالدكتور بوب في مايو 1935، وتشارك الرجلان قصصهما معًا. بدأ الاثنان البحث على أفضل طريقة للتعامل مع مدمني الكحول وبدؤوا في محاولة مساعدة الرجال على التعافي من إدمان الكحول. تطورت فكرة الكتاب عندما أدرك بيل دبليو والدكتور بوب أن نظامهما ساعد أكثر من 40 رجلاً على البقاء متيقظين لأكثر من عامين. كان من المفترض أن يحمل الكتاب رسالتهم على نطاق واسع. إذ بدأ ويلسون في كتابة الكتاب في عام 1938 بدعم مالي من Charles B. Towns 1862–1947، وهو خبير في إدمان الكحول والمخدرات وكان مؤيدًا وداعمًا لـ Alcoholics Anonymous وأقرض ويلسون 2500 دولار (41،870 دولارًا أمريكيًا بالقيم الدولارية لعام 2014).
نُشر الكتاب الكبير في عام 1939 من قبل مؤسسي الـ AA بيل دبليو والدكتور بوب. ويعد الكتاب بمثابة النص الأساسي لـ AA.  وهناك العديد من النسخ والمراجعات لهذا الكتاب، بالإضافة إلى أنه تُرجم إلى عشرات اللغات.
تألفت الطبعة الثانية (1955) من 1150000 نسخة. إذ نُشر الكتاب بواسطة Alcoholics Anonymous World Services وهو مُتاح من خلال مكاتب واجتماعات AA، ومن خلال بائعي الكتب. الطبعة الرابعة (2001) متاحة مجانًا على الإنترنت.
كتب مارتي مان فصلًا بعنوان (النساء يعانين أيضًا) في الطبعات الثانية إلى الرابعة من الكتاب الكبير.
تلقى الرئيس الأمريكي ريتشارد نيكسون النسخة المليون من الكتاب، وقُدمت النسخة البالغة 25 مليونًا من الكتاب الكبير إلى جيل براون، وهو مأمور سجن ولاية سان كوينتين في المؤتمر الدولي لمدمني الكحول المجهولين في تورنتو، وأونتاريو، وكندا للاحتفال بأول اجتماع أُقيمَ في السجن لمدمني الكحول المجهولين AA في سان كوينتين في عام 1941. وقُدمت النسخة الثلاثين البالغة مليونًا من الكتاب إلى الجمعية الطبية الأمريكية في عام 2010، والتي أعلنت أن إدمان الكحول يُعد مرضًا في عام 1956.